# Isasco
Isasco är en by i kommunen Finale Ligure norr om Varigotti  i Ligurien, Italien, där arkeologer vid ett vägbygge 1952 upptäckte en romersk nekropol (begravningsplats) från 400-talet f.Kr.